# Réseau de surveillance spatiale des États-Unis
United States Space Surveillance Network
Le réseau de surveillance spatiale des États-Unis (United States Space Surveillance Network) a pour objectif d'assurer la surveillance de l'espace (Space Situational Awareness (SSA)).
Il détecte, suit, répertorie et identifie des objets artificiels orbitant autour de la terre par exemple des satellites, des étages de lanceurs ou des débris issus des lancements. Ce système est sous la responsabilité depuis 2020 du United States Space Command, auparavant United States Joint Forces Command, une division du United States Strategic Command (USSTRACOM).
Actuellement[Quand ?], ce réseau suit plus de 8 000 objets en orbite. Ce réseau a suivi plus de 39 000 objets depuis 1957, date à laquelle l'Union Soviétique a ouvert l'âge spatial avec Spoutnik. La plupart de ces objets se sont désintégrés en rentrant dans l'atmosphère terrestre.
Les objets catalogués pèsent de plusieurs tonnes à des débris de fusée de 4,5 kg et ont un diamètre supérieur à 10 cm. Environ 7 % des objets dans l'espace sont des satellites opérationnels.

## Généralités

### Objectifs
Le réseau de surveillance spatial permet d'assurer la surveillance de l'espace. Ainsi, il a pour objet de catégoriser et d'identifier des objets en orbite, d'alerter en cas d'attaque de satellite, de connaître les horaires de passage de satellites au-dessus des armées nord américaines, de surveiller la bonne application des traités spatiaux et de collecter des données scientifiques et d'utiliser des techniques de renseignements (ou d'espionnage). La surveillance spatiale consiste ainsi en :
- Rassembler les cartes des objets orbitant autour de la terre.
- Cartographier la position actuelle des objets en orbite et prédire leur trajectoire future.
- Produire un catalogue à jour des satellites artificiels.
- Éviter qu'un objet spatial rentrant dans l'atmosphère terrestre, qui sur un radar ressemblerait à un missile, ne déclenche une fausse alerte du système antimissile des nord américains ou d'autres pays.
- Informer la NASA si oui ou non un objet pourrait interférer avec un satellite ou avec l'ISS.
- Prédire quand et où un engin spatial en fin de vie va ré-entrer dans l'atmosphère terrestre.
- Déterminer à quel pays appartient les objets rentrants dans l'atmosphère terrestre.

Le programme nécessite un réseau mondial de surveillance spatial dédié (SSN pour « Space Surveillance Network ») de systèmes militaires terrestres ou placés en orbite, œuvrant dans les domaines optiques, radioélectrique passifs et actifs comme les radars.

### Le catalogue spatial américain
Le département de la Défense des États-Unis maintient une base de données sur les satellites depuis le lancement du premier Spoutnik en 1957. L'état des satellites est régulièrement mis à jour avec les observations du réseau de surveillance d'un réseau global d'interferomètres, de radars et de systèmes de suivi optiques. Deux catalogues distincts existent : l'un est maintenu par l'Air Force, l'autre par la Navy. En 2001, le nombre d'objets catalogués était proche de 20 000,,.

### Organisation
Le réseau est sous la responsabilité du Joint Force Space Component Commander (JFSCC) dont le commandant est également celui de Air Force Space Command depuis décembre 2017.
Un centre de traitement et de calcul se trouve à la station optique de l'Air Force à Maui (AMOS). Les moyens techniques et la responsabilité du développement du radar Have Stare (devenu Globus II (en)) ont été transférés des programmes de sécurité nationale nord-américains au programme Spacetrack (en) par une directive du Congrès américain en 1993.

### Enjeux
L'augmentation du nombre de satellites et de débris orbitaux, aussi bien que les nouvelles trajectoires de lancement, nouvelles orbites non standard et orbites géosynchrones, rendent nécessaire la modernisation continue du réseau de surveillance spatial nord-américain tout en rendant les besoins actuels et futurs nécessaires économiquement supportables.
Le programme développe aussi les systèmes d'interfaces nécessaires pour le commandement et le contrôle, le ciblage, l'évaluation des dommages causés par le potentiel futur système antimissile nord-américain (ASAT Anti-Satellite Weapon).
Avec la multiplication attendue des essaims de micro-satellites, les orbites basses risquent d'être de plus en plus chargées par des satellites commerciaux. Les Américains se posent la question du passage de la surveillance des satellites des militaires à des entités civiles.

## Historique

### Les débuts avec Spoutnik en 1957 et le projet Space Track
Avec la course à l'espace entre les deux grands et le lancement de Spoutnik 1, le suivi les objets spatiaux en orbite devint prégnant.
Le premier système nord-américain Minitrack (en) préexistait déjà à l'époque et devint opérationnel en 1957 mais les Américains s’aperçurent que ce système ne pouvait pas suivre les satellites de façon fiable. La marine avait conçu Minitrack pour suivre le satellite Vanguard. Tant que les satellites suivaient les réglementations internationales de transmission radio, Minitrack était en mesure de les suivre, or, à l'époque, les Soviétiques n'utilisaient pas les fréquences satellites réglementaires.
Ainsi, s'est développé le projet Space track (en), connu plus tard sous le nom de « National Space Surveillance Control Center » (NSSCC), localisé sur la base aérienne d'Hanscom (en) dans le Massachusetts. En complément du système Minitrack, étaient utilisés des télescopes de type Baker–Nunn, lesquels étaient des télescopes modifiés à grande résolution pour photographier et identifier les objets spatiaux. Les télescopes Baker-Nunn, comme Minitrack, fournissaient des données en temps réel mais étaient limités dans leur utilisation pendant la nuit et nécessitaient un ciel dégagé. Ce type de télescope devint opérationnel en 1958 et fut utilisé sur plusieurs sites autour du globe. Les premières observations de Space Track furent collectées par plus de 150 sites dont des stations radar, des télescopes, des caméras Baker–Nunn, des récepteurs radio, mais aussi par des volontaires participant à l'Opération Moonwatch et qui étaient chargés d'observer les trajectoires de satellites. Il y avait beaucoup d'autres sources, certaines automatiques ou semi automatiques. Les observations étaient transmises au NSSCC par télex, téléphone, courrier et messagers. Les observations corrigées étaient introduites dans un ordinateur IBM 709 qui mettait à jour les données orbitales. Ces données étaient ensuite réutilisées par le même ordinateur pour produire les éphémérides. À partir de ces éphémérides, des rapports étaient retransmis aux stations d'observation pour planifier leurs prochaines opportunités d'observation. Au maximum de leurs exploitation, l'armée de l'air américaine utilisait cinq sites, l'armée de l'air Canadienne en exploitait deux et l'observatoire astronomique du Smithsonian exploitait huit autres sites.

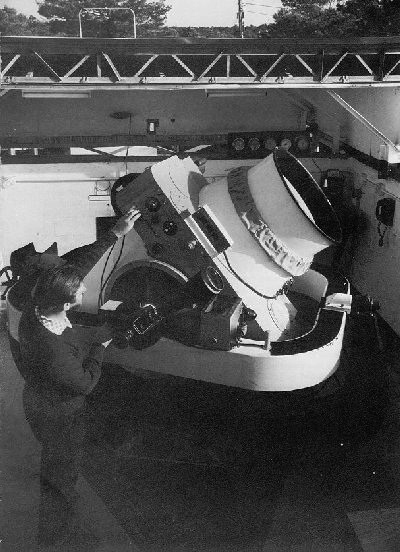
Télescope/caméra de suivi de satellite de type Baker–Nunn.

La première tentative de catalogage de satellites s'est donc faite dans le cadre de ce projet Space Track. Les procédures utilisées au NSSCC furent d'abord décrites en 1959 et 1960 par E. W. Wahl, qui était le directeur du NSSCC et, en 1960, dans le cadre du Project Space Track, Fitzpatrick et Findley publièrent une documentation détaillée de la procédure utilisée par le NSSCC.

### La création de la DARPA
Au-delà du problème d'acquisition des données sur les satellites, il devint évident que le réseau de suivi serait bientôt embouteillé par la multiplication des satellites. Les quantités de données de suivi satellitaires nécessitèrent la création ou l'accroissement des organisations et des moyens. Le besoin de détection en temps réel et le suivi ont dû croître parallèlement avec la croissance de l'activité des Soviétiques, ce qui a conduit à la création de la Defense Advanced Research Projects Agency (DARPA) le 19 décembre 1958. Ce nouveau projet, appelé « Shepherd » (qui signifie « berger »), commença avec un centre de suivi à Bedford et un centre de surveillance sur la base d'Hanscom Field pour coordonner les observations et maintenir à jour les données satellitaires. Au même moment, le ministère américain de la défense créa le Air Defence Command (ou Commandement de la défense aérienne).
Pendant les années de déploiement de missiles intercontinentaux, de nombreux systèmes de détections de missiles ont été expérimentés et installés sur le terrain et la plupart contribuèrent à des observations satellitaires à un moment ou un autre.

### Le développement des radars
Les radars AN/FPS-17 et AN/FPS-80 ont été positionnés sur l'île de Shemya en Alaska dans les années 1960 pour surveiller les tests de missiles soviétiques et participer au système Spacetrack. Le FPS-80 était un radar de suivi et le FPS-17 était un radar de détection. Les deux faisaient partie du système d'alerte Ballistic Missile Early Warning System (BMEWS). Le grand radar de détection FPS-17 a été mis en marche en 1960. le FPS-80 en 1961. Les deux radars ont cessé de fonctionner dans les années 1970. En juillet 1973, la construction du système Cobra Dane à Shemya est décidée. Sous la désignation « AN/FPS-108 », Cobra Dane remplace les radars AN/FPS-17 et AN/FPS-80 en 1977. Cobra Dane avait pour mission principale de surveiller les essais de missiles soviétiques lancés vers la péninsule du Kamtchatka. C'était, à l'époque, le radar en réseau à commande de phase le plus puissant jamais construit.
Le radar de surveillance de Pirinclik (en) (à côté de Diyarbakır en Turquie) comprenait un radar de détection FPS-17 et un radar de suivi (FPS-79). Le radar FSP-17 a commencé à fonctionner en 1955 et le FPS-79 en 1964. Les deux radars opéraient en UHF à 432 MHz. Bien que leur technologie soit limitée, Ils permettaient de suivre deux objets simultanément. Leurs positions au sud de l'ancienne Union soviétique en faisait le seul capteur permettant de suivre les rentrées des vaisseaux spatiaux soviétiques. Les radars de Pirinclik étaient les seuls radars de surveillance spatial fonctionnant 24 heures sur 24 dans la région. Ces radars cessèrent leurs activités en 1997.

### LaSpace fence
Le système de surveillance spatial de l'Air Force Space Surveillance System (en) (AFSSS) aussi connu sous le nom de « Space Fence (en) » (barrière spatiale) était un réseau de radars à très haute fréquence localisé le long de la partie sud des États-Unis (de la Californie à la Géorgie) avec un site de traitement à Dahlgren en Virginie.
L'AFSSS a débuté sous l'aile de l'US Navy en 1961 (SPASUR) avant d'être transféré à l'armée de l'air en 2004. Opérationnel dès 1961, ce système a détecté des objets spatiaux nouvellement lancés, les manœuvres d'objets existants, de même que la destruction d'objets spatiaux. Les trajectoires de plus de 10 000 objets étaient tenues à jour. Ces données étaient utilisées par la NASA, les agences de météo et les agences spatiales alliées. Elles permettaient par exemple de paramétrer des fenêtres de lancement afin d'éviter les collisions avec les objets répertoriés. Le système a cessé ses opérations en 2013.
Une nouvelle station « Space Fence (en) » est opérationnelle depuis 2020, sur l'atoll de Kwajalein dans les îles Marshall. Une seconde station opérationnelle est prévue pour 2021 en Australie  .

## Systèmes composant ce réseau de surveillance spatiale
Le réseau de surveillance spatiale des États-Unis se déploie, en 2015, sur seize sites dans le monde entier et quelques satellites. Il s'appuie sur des systèmes dédiés, d'autres utilisés en mission secondaire et d'autres encore utilisés sur demande:
| Système                               | Unité                                        | Lieu | Type de système                       | Commentaires                                                                    |
| ------------------------------------- | -------------------------------------------- | --- | ------------------------------------- | ------------------------------------------------------------------------------- |
| Ascension Range Radar                 | Détachement 2 du 45th Mission Support Group  | Île de l'Ascension, Royaume-Uni                                                                                     | Système dédié                         | Unité subordonnée à la 45th Space Wing                                          |
| Pave Paws (en)                        | 7th Space Warning Squadron (en)              | Beale Air Force Base, Californie                                                                                    | Mission secondaire                    | Unité subordonnée au 21st Operations Group (en)                                 |
| Pave Paws                             | 6th Space Warning Squadron (en)              | Cape Cod Space Force Station, Massachusetts                                                                         | Mission secondaire                    | Unité subordonnée au 21st Operations Group                                      |
| AN/FPQ-16 PARCS (en)                  | 10th Space Warning Squadron (en)             | Cavalier Space Force Station, Dakota du nord                                                                        | Mission secondaire                    | Unité subordonnée au 21st Operations Group                                      |
| Pave Paws                             | 13th Space Warning Squadron (en)             | Clear Space Force Station, Alaska                                                                                   | Mission secondaire                    | Unité subordonnée au 21st Operations Group                                      |
|                                       | Détachement 1 du 18th Space Control Squadron | Naval Support Facility Dahlgren (en), Virginie                                                                      | Centre de commandement et de contrôle | Détachement du 18th Space Control Squadron, subordonné au 21st Operations Group |
| GEODSS                                | Détachement 2 du 21st Operations Group       | Diego Garcia Royaume-Uni                                                                                            | Système dédié                         | Détachement du 21st Operations Group                                            |
| AN/FPS-108 Cobra Dane                 | 13th Space Warning Squadron                  | Eareckson Air Station, Alaska                                                                                       | Mission secondaire                    |                                                                                 |
| AN/FPS-85                             | 20th Space Control Squadron (en)             | Eglin Air Force Base, Floride                                                                                       | Système dédié                         | Unité subordonnée au 21st Operations Group                                      |
| BMEWS                                 |                                              | RAF Fylingdales, Royaume-Uni                                                                                        | Mission secondaire                    | Unité subordonnée au 21st Operations Group                                      |
| Site d'essai balistique Ronald-Reagan |                                              | Atoll de Kwajalein, Îles Marshall                                                                                   | A la demande                          |                                                                                 |
| GEODSS                                | Détachement 3 du 21st Operations Group       | Maui, Hawaii | Système dédié                         | Détachement du 21st Operations Group                                            |
| Télescope AEOS et MOTIF               |                                              | Maui, Hawaii | A la demande                          |                                                                                 |
| GEODSS                                | Détachement 1 du 21st Operations Group       | Station de communications navales Harold E. Holt au nord de la ville d’Exmouth, en Australie occidentale, Australie | Système optique dédié                 | Détachement du 21st Operations Group et Australian Air Force                    |
| BMEWS                                 | 12th Space Warning Squadron (en)             | Base aérienne de Thulé, Groenland                                                                                   | Mission secondaire                    |                                                                                 |
|                                       | 18th Space Control Squadron (en)             | Vandenberg Air Force Base, Californie                                                                               | Centre de commandement et de contrôle | Unité subordonnée au 21st Operations Group                                      |
| Globus II (en)                        |                                              | Vardø, Norvège | Système dédié                         |                                                                                 |
|                                       |                                              | Westford, Massachusetts                                                                                             | A la demande                          |                                                                                 |

### Capteurs dédiés

#### Capteurs sol
Les capteurs au sol suivants sont dédiés uniquement à la surveillance spatiale :
- AN/FPS-85 Space Track Radar (en)

Radar à balayage électronique situé à Eglin capable de détecter un ballon de basket à 22 000 nm, soit un diamètre de 24 cm à plus de 40 000 km.

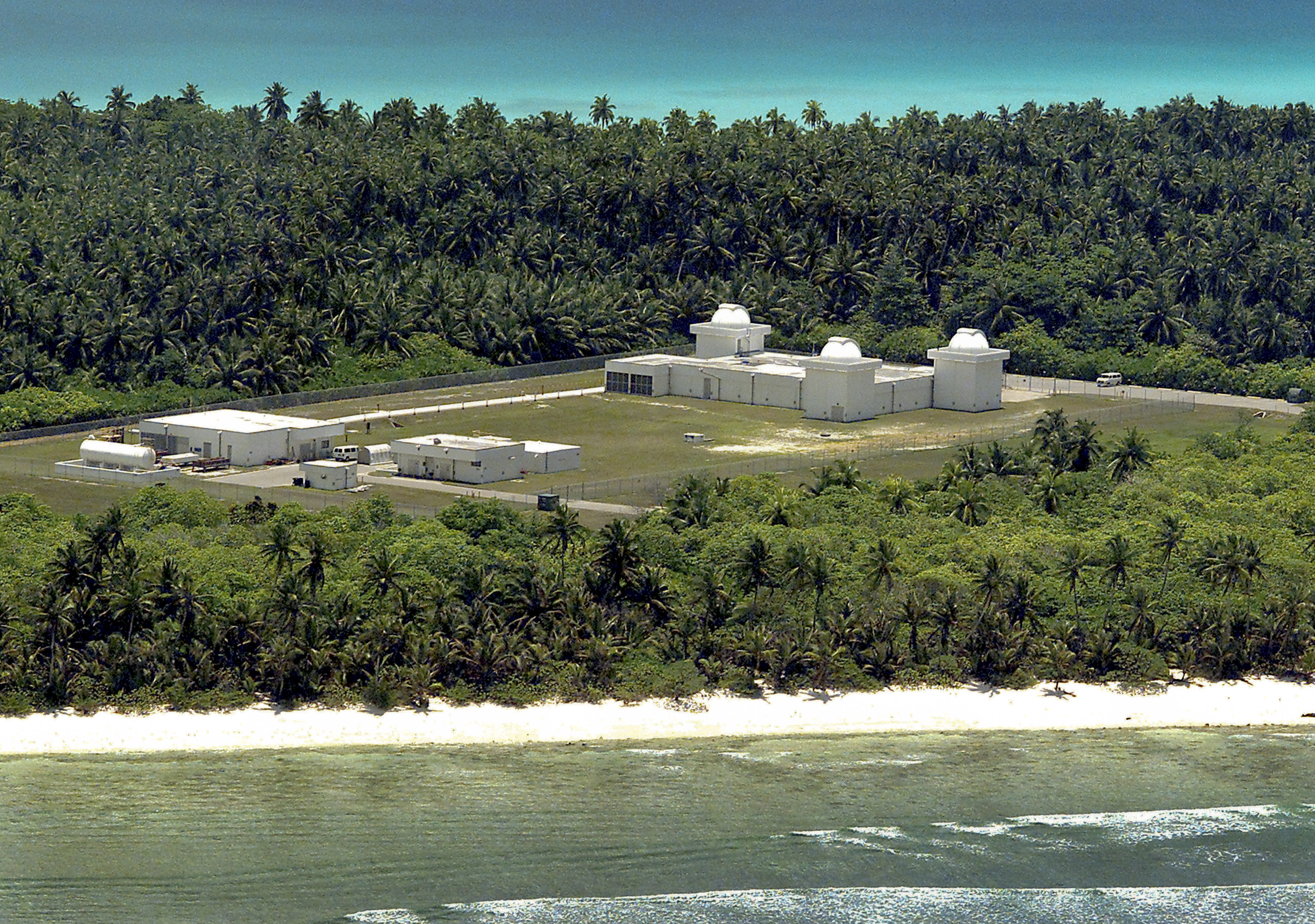
Base GEODSS à Diego Garcia.

- GEODSS (Ground-based Electro-Optical Deep Space Surveillance)

Système au sol de surveillance électro-optique de l'espace profond de l'United States Air Force opérationnel depuis 1982. Il utilise l'association de caméras automatiques à très haute définition couplées à de puissants ordinateurs et un système de positionnement ultra précis permettant de visualiser des objets de 50 cm de diamètre à plus de 36 000 km de la Terre.
Ces systèmes sont mis en place sur 3 sites :  en Australie occidentale au nord de la ville d’Exmouth à la station de communications navales Harold E. Holt, (en provenance de Socorro au Nouveau-Mexique), sur Maui  une île d'Hawaï et un dernier sur l'île de Diego Garcia. Le système MOSS (Moron Optical Space Surveillance), système électro-optique de surveillance similaire mais plus réduit, travaillait en coordination avec GEODSS. Il était situé sur la base aérienne de Morón en Espagne et a été utilisé de 1997 à 2012.
- Radar Globus II (en)

Unique système radar situé à Vardø en Norvège, près de la frontière russe, il est administré par les forces norvégiennes.
Autres systèmes
- SST (Space Surveillance Telescope) (en) ;
- AN/FPS-133 (Air Force Space Surveillance System) (en), aussi connu sous le nom de « Space Fence (en) » (barrière spatiale) dans le sud des États-Unis, fermé en 2012, et son remplaçant sur l'atoll de Kwajalein mis en fonction courant 2018 ;
- SSPARS (Solid State Phased Array Radar System) (en) déployés sur 5 sites, en cours d'évolution vers le système AN/FPS-132 UEWR (Upgraded Early Warning Radar) (en).

#### Capteurs en orbite
À ces moyens au sol, s'ajoutent des satellites également dédiés uniquement à la surveillance spatiale :
- GSSAP (Geosynchronous Space Situational Awareness Program)

Les quatre satellites GSSAP, lancés en 2 vagues en 2014 et 2016, seraient utilisés pour observer les satellites en orbite géostationnaire. Ces satellites sont opérés par la 50th Space Wing située sur la base aérienne de Shriever (en) dans le Colorado.
- MSX (Midcourse Space Experiment) / Space Based Visible (SBV) satellites

Satellite expérimental destiné à cartographier les sources infrarouges brillantes du ciel, il fut le premier système de démonstration de technologie spatiale pour identifier et suivre les missiles balistiques lors de leur phase de vol intermédiaire.

### Capteurs double
Les capteurs double sont des radars d'alerte antimissiles et ont comme tâche secondaire de surveiller le trafic spatial :
- AN/FPS-108 Cobra Dane : antenne à balayage électronique passive situé à Eareckson sur une des îles Aléoutiennes, en Alaska.

La couverture des radars BMEWS est en rouge tandis que celle du système PAVE PAWS est en bleu.

- BMEWS (Ballistic Missile Early Warning System)

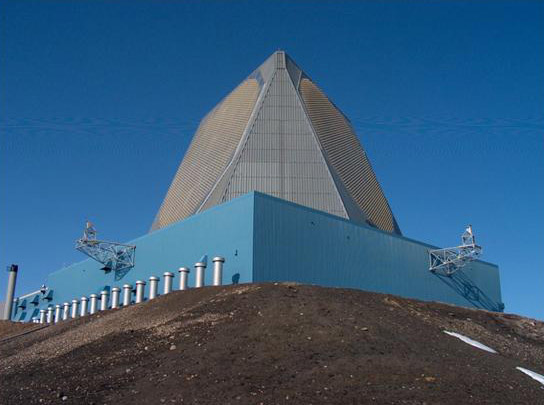
Radar à Thule

Radar de détection de missile balistique situé à Fylingdales (Royaume-Uni) et à Thulé (Groenland).
- PAVE PAWS (en) (Precision Acquisition Vehicle Entry Phased Array Warning System)

Radar tridimensionnel à balayage électronique permettant de détecter et de caractériser un missile balistique depuis la mer. 3 systèmes sont mis en place sur les bases de Beale, de Cape Cod et de Clear.
Autres systèmes
- Cavalier AN/FPQ-16 (en) Perimeter Acquisition Radar Characterization System (PARCS) Radar à Cavalier ;

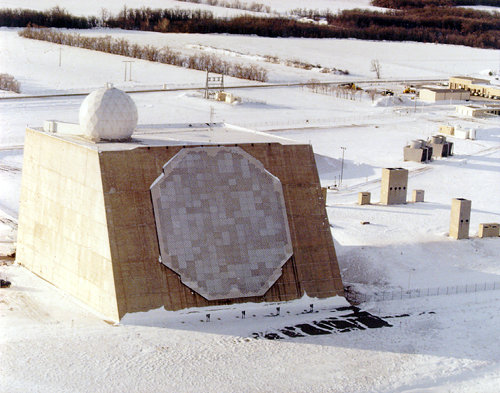
Radar à Cavalier

- MIT Lincoln Labs utilise le radar Millstone pour la surveillance spatiale et les radars Haystack et Hax pour identifier les objets spatiaux ;
- Haystack Ultrawideband Satellite Imaging Radar (HUSIR), Haystack Auxiliary Radar (HAX) et Millstone Hill Radar ;
- radars ALTAIR (surveillance spatiale) et ALCOR (identification d'objets spatiaux) et Globus (surveillance et identification) au site d'essai balistique Ronald-Reagan, sur l'atoll de Kwajalein ;
- Ascension Range Radar ;
- Ground-Based Radar Prototype (GBR-P), situé lui aussi au site d'essai balistique Ronald-Reagan, sur l'atoll de Kwajalein[21] ;
- Maui Space Surveillance System (MSSS) et Advanced Electro-Optical System (AEOS) Telescope, en binôme avec la station GEODSS à Maui, dans l'État d'Hawaï.